# MTV Video Music Awards/Best Concept Video
Der MTV Video Music Awards for Best Concept Video sollte Musikvideos auszeichnen, die besonders auf das Konzept des Songs eingehen und den Text interpretieren. Erster Gewinner war Herbie Hancock, umso verwunderlicher, da in der gleichen Kategorie Michael Jackson mit Thriller nominiert war.
Der Award wurde letztmals 1988 vergeben. Mit den Jahren wurde der Award überflüssig, da das Konzept, den Songtext visuell umzusetzen, ein großer Bestandteil der Popkultur der 1990er wurde.

## Übersicht
| Award | Jahr | Preisträger    | für das Video    | Nominierungen |
| ----- | ---- | -------------- | ---------------- | --- |
| 1.    | 1984 | Herbie Hancock | Rockit           | - The Cars – You Might Think - Michael Jackson – Thriller - Cyndi Lauper – Girls Just Want to Have Fun - The Rolling Stones – Undercover of the Night                                           |
| 2.    | 1985 | Glenn Frey     | Smuggler’s Blues | - Frankie Goes to Hollywood – Two Tribes - Don Henley – The Boys of Summer - Tom Petty & the Heartbreakers – Don’t Come Around Here No More - David Lee Roth – Just a Gigolo/I Ain’t Got Nobody |
| 3.    | 1986 | a-ha           | Take On Me       | - Dire Straits – Money for Nothing - Godley & Creme – Cry - Talking Heads – And She Was - Talking Heads – Road to Nowhere                                                                       |
| 4.    | 1987 | Peter Gabriel  | Sledgehammer     | - Eurythmics – Missionary Man - Peter Gabriel – Big Time - Genesis – Land of Confusion - Talking Heads – Wild Wild Life                                                                         |
| 5.    | 1988 | Pink Floyd     | Learning to Fly  | - George Harrison – When We Was Fab - INXS – Need You Tonight/Mediate - U2 – I Still Haven’t Found What I’m Looking For - XTC – Dear God                                                        |